# فرنسيس بي. فرانسوا
فرنسيس بي. فرانسوا (بالإنجليزية: Francis B. Francois)‏ هو مهندس ومحامي أمريكي، ولد في 21 يناير 1934 في بارنوم في الولايات المتحدة.